# بوریه نیبری
بوریه نیبری (انگلیسی: Börje Nyberg؛ ‏ ۲۶ مارس ۱۹۲۰ – ۲ مهٔ ۲۰۰۵) بازیگر و کارگردان فیلم اهل سوئد بود.
از فیلم‌هایی که وی در آن‌ها نقش داشته‌است، می‌توان به تعطیلات ساحلی تابستان گذشته، متجاوزان و عروسی اشاره نمود.